# Cảnh sát Liên bang (Mexico)
Cảnh sát Liên bang (tiếng Tây Ban Nha: Policía Federal) là lực lượng cảnh sát quốc gia của México được thành lập vào năm 1999. Năm 2019, lực lượng này được sáp nhập vào Vệ binh Quốc gia và hoạt động theo thẩm quyền của Bộ An ninh và Bảo vệ Dân sự.
Trong suốt 20 năm tồn tại, Cảnh sát Liên bang đã bị đeo bám bởi những cáo buộc tham nhũng và lạm dụng quyền lực tràn lan — những cáo buộc mà Tổng thống Andrés Manuel López Obrador cho biết đã ảnh hưởng đến quyết định giải tán lực lượng này vào năm 2019. 

## Lịch sử
Trước khi được thành lập
Vào ngày 4 tháng 1 năm 1999, Tổng thống Ernesto Zedillo đã ban hành luật thành lập Cảnh sát Phòng vệ Liên bang (tiếng Tây Ban Nha: Policía Federal Preventiva, viết tắt là PFP) trực thuộc Bộ Nội vụ, được tái tổ chức lại từ các sở cảnh sát từ các cơ quan lớn như Cảnh sát Di trú, Cảnh sát Thuế Liên bang và Cảnh sát Tuần tra Cao tốc.
Vào nhiệm kỳ cùa Tổng thống Vicente Fox, ông đã thành lập Bộ An ninh Công cộng, tách nhánh an ninh công cộng ra khỏi Bộ Nội vụ, bao gồm Cảnh sát Phòng vệ Liên bang cùng với hệ thống nhà tù của đất nước.
Sự ra đời
Để cung cấp cho lực lượng này quyền điều tra chứ không chỉ là phòng vệ, vào ngày 1 tháng 6 năm 2009, Tổng thống Felipe Calderón đã ban hành luật mới, tái tổ chức Cảnh sát Phòng vệ Liên bang thành Cảnh sát Liên bang mới với tư cách là lực lượng cảnh sát điều tra,  để có một lực lượng hoàn chỉnh hơn trong hoạt động chống lại tội phạm có tổ chức. 
Lực lượng Cảnh sát Liên bang mới này được kế hoạch là sẽ hoạt động như một lực lượng hỗ trợ cho lực lượng cảnh sát của các tiểu bang, các thành phố và Quận Liên bang. Quyết định này được đưa ra trong bối cảnh tình trạng bạo lực, bắt cóc, tham nhũng và sự thông đồng giữa cảnh sát từ các lực lượng cũ và tội phạm có tổ chức đang gia tăng một cách đáng báo động.  